# 에리다누스자리 EF
EF 에리다니는 극자성 항성의 특징을 가진 에리다누스 자리에 위치한 항성이다. EF 에리다니와 EF 에리다니 B로 나뉘는 쌍성이다.

## 특징
EF 에리다니는 쌍성이 되는만큼 각각의 별은 모두 서로가 가진 특징이 존재한다.

### EF 에리다니
EF 에리다니(EF Eridani, 약칭 EF Eri)는 전형적인 극자성 항성의 특징을 가지고 있으며 에리다누스 자리에 속하는 항성이다. 허큘리스자리에 위치한 항성 중에 하나인 허큘리스자리 AM이란 항성과 매우 유사한 특징들을 가지고 있으며 이는 격변변광성으로 알려진 변광성이다. 역사적으로 겉보기 등급은 14.5등급과 17.3등급 사이에서 변화해 왔지만 1995년 이후에는 일반적으로 하한선을 유지해 왔다. 항성계는 항성 질량이 작은 이전의 별이 궤도를 돌고 있는 백색 왜성으로 이루어져 있다.

### EF 에리다니 B
위에서 설명한 EF 에리다니의 짝이 되는 항성으로 백색 왜성 주위를 도는 궤도에 있는 서브스텔라에 속하는 항성이다. 질량은 본래에 가지고 있던 것보다 많이 줄었으며 이렇게 본래의 질량이 줄어든 원인은 짝이 되는 EF 에리다니에 있는 백색 왜성한테 가스를 모두 빼앗겼기 때문이다. 남은 것은 태양 질량 0.05()M☉ 또는 목성 질량 53()MJ 정도로 너무 작아서 핵융합을 계속할 수 없는 천체이며 초행성, 갈색 왜성, 백색 왜성은 존재하지 않는다. 그러한 별의 잔해에 대한 자세한 범주는 없다. 단지 5억년전에 EF 에리다니 B가 짝이 되는 항성인 EF 에리다니에서 700,0000 km 정도의 거리로 떨어져 있을 때에 짝이 되는 EF 에리다니한테 질량을 빼앗기기 시작했다는 추측의 이론이 있다. 질량을 짝이 되는 항성인 EF 에리다니한테 잃으면서 EF 에리다니 B는 더욱 안쪽으로 회전했다. 그러한 과정을 거쳐서 현재에는 짝이 되는 항성인 EF 에리다니와 81분의 궤도 주기로 돌고 있으며 짝이 되는 항성과는 700,000 km만큼 떨어져 있다. 궤도는 중력 복사로 인해 계속해서 축소될 것으로 예상된다.

## 같이 보기
- 쌍성
- 서브스텔라
- 항성